# Присад (област Добрич)
Вижте пояснителната страница за други значения на Присад.
 Тази статия е за селото в област Добрич.  За другото българско село с това име вижте Присад (Област Бургас).  За други значения вижте Присад.
Присад е село в Североизточна България. То се намира в община Генерал-Тошево, област Добрич.

## География
Присад (Хашлъджа кьой) е село от състава на Община Генерал Тошево, област Добрич. Селото се намира на 3 км.от общинския център в посока село Петлешково, където е и Добруджански земеделски институт. Землището на селото е 5, 693 кв. км, а надморската височина е 253 м. Към датата на последното преброяване (2011 г.) в селото живеят по постоянен адрес 472 души и по настоящ 478.  На територията на селото функционира Земеделска кооперация с Присад.  Инфраструктурата не е поддържана, като от дълги години няма ремонтирани улици с изключение на площада пред кметството. През селото преминава Републикански път III-9002.
В селото функционира добре зареден хранителен магазин. 

## История
Източно от днешното село, на около 150 м е разкрит тракийски некропол от II – IV век. В най-стар писмен документ селото се намира през 1729 г. През осемнадесети век е отразено в официални турски документи на 11 места, като е записано под името Агачлъджа. През 1873 г. е включено в кааза Хаджиоглу- Пазарджик (дн. Добричка), отстои на 3 часа път, с 13 мюсюлмански къщи. Старото му име просъществува около два века като среща освен като Агачлъджа и като Хашлъджа кьой. Името се превежда като обилен на дърва, зелен. Някои българи от онова време споменават селото и като Агачица, което до голяма степен запазва корена му. От своя страна името Хашлъджа може да се преведе като „овощно дърво“, „присадка“, което кореспондира и с днешното му име. На 1. 10.1941 г. Общински съвет в с. Касъм предлага да се сменят турските имена с български. Така Хашлъджа е записано Присадово. По-късно, със Заповед 2192 от 27.06.1942 г. е решено селото да се нарече Присад.
Интересен факт от историята на селото е, че през 1928 г. в него е създадена група на ДРО (Добруджанска революционна организация). В Присад са се укривали нелегални ръководители на организацията. За известно време е работила  и незаконна печатница, чиято сграда е възстановена след 1944 г. и запазена до 70-те години на миналия век.
В днешно време селото не се различава по нищо от останалите села в този район на България. Основен поминък за местните е земеделието и животновъдството. В Присад функционира детска градина, в която над 20 деца пълноценно биват обучавани.
В миналото в двора на кооперацията имаше цех за производство на пластмасови бутилки. Към настояще жителите на селото работят основно в Добруджански земеделски институт, зеленчуковата градина в Генерал Тошево, ЗИВ гр. Балчик и не малка част извън страната.

## Население
Преброяване на населението през 2011 г.
Численост и дял на етническите групи според преброяването на населението през 2011 г.:
|                     | Численост | Дял (в %) |
| Общо                | 425       | 100,00    |
| Българи             | 67        | 15,76     |
| Турци               | 14        | 3,29      |
| Цигани              | 340       | 80        |
| Други               | 0         | 0,00      |
| Не се самоопределят | 4         | 0,94      |
| Неотговорили        | 0         | 0,00      |

## Селски събор
Селският събор се провежда ежегодно на четвърти октомври.

## Други
Кметове на селото
През 70 те години – пълномощник Илия Димов
1. Гинка Илиева Павлова
2. Божидар
3. Стефан Стефанов
4. Стефан Христов
5. Севджан Исмаил Асанова

Видни личности
1. Васил Павлов – дългогодишен председател на АПК